# Isabella Trummer
Isabella Trummer (* 1958 in Maria Lankowitz) ist eine österreichische Lehrerin und Schriftstellerin. Sie hat sich als Autorin von Kriminalromanen um Inspektor Kammerlander einen Namen gemacht. Ihr Werk Schattenstumm behandelt das Thema Alzheimerdemenz.

## Werke
- Unter der Oberfläche. Steirische Verlagsgesellschaft, Graz 2004, ISBN 3-85489-103-2; Leykam, Graz 2009, ISBN 978-3-7011-7674-8
- Das dunkle Ende des Traums. Leykam, Graz 2006, ISBN 3-7011-7541-1
- Das Grab. Leykam, Graz 2008, ISBN 978-3-7011-7630-4
- Der Schrei des Lipizzaners. Molden, Wien 2011, ISBN 978-3-85485-296-4
- Schattenstumm. Leykam, Graz 2014, ISBN 978-3-7011-7890-2
- Tod im Schilcherland, Kriminalroman, Emons, Köln 2020, ISBN 978-3-7408-0957-7
- Schatten über dem Schilcherland, Kriminalroman, Emons, Köln 2023, ISBN 978-3-7408-1866-1